# Città in fiamme
Città in fiamme è un film del 1979 diretto da Alvin Rakoff. Il film è una produzione canadese/statunitense e prodotto da Claude Héroux e distribuito dalla Astral Bellevue Pathé (AVCO Embassy Pictures distributore originale).

## Trama
William è un sindaco corrotto che progetta di costruir una raffineria di petrolio nel centro della città. Herman Stover è un ex dipendente, che provoca un incendio che avvolge l'intera città. Un medico deve evacuare i pazienti da un ospedale di scarsa qualità. Albert Risley deve essere in costante contatto con le aziende del fuoco per la lotta contro il fuoco. Maggie Grayson una giornalista alcolizzata vede questa come una possibilità di farlo a livello nazionale con la sua copertura della città in fiamme.

## Produzione
Il film è stato realizzato nella città di Montréal, con un budget di cinque milioni di dollari di finanziamento da parte l'agenzia governativa Canadian Film Development Corporation (ora Telefilm Canada). Per alcune scene sono state utilizzate riprese televisive.

## Incassi
Il film ha incassato poco più di 784 181 $ negli Stati Uniti. Il sito web TVGuide.com ha dato il film 1 stella su 4.